# Mikroregion Nechranicko
Die Mikroregion Nechranicko (Tschechien) ist ein freiwilliger Zusammenschluss von Gemeinden im Kreis Chomutov und im Kreis Louny mit Sitz in Březno, der im Dezember 2000 ins Leben gerufen wurde. Sein Ziel ist die Förderung der regionalen Entwicklung. Die Benennung erfolgte nach dem Stausee Nechranice (Stausee Negranitz).
Gegenwärtig sind folgende 7 Gemeinden beteiligt: 
- Březno (Priesen), Kreis Chomutov
- Chbany (Kwon), Kreis Chomutov
- Rokle (Rachel), Kreis Chomutov
- Kadaň (Kaaden), Kreis Chomutov
- Libočany (Libotschan), Kreis Louny
- Libědice (Liebotitz), Kreis Chomutov
- Žatec (Saaz), Kreis Louny

Die Region befindet sich in einer mittleren Meereshöhe von 200 m im südlichen Teil des Kreises Chomutov und im nördlichen Teil des Kreises Louny. 
Sie erstreckt sich westlich von Žatec und wird von der Eger und dem Fluss Liboc (Aubach) durchflossen. 
Die Gemeinde Libočany ist auch Mitglied der Mikroregion Žatecko.
Die wichtigste Verkehrsverbindung ist die Staatsstraße II/224–225 von Kadaň nach Žatec und im nördlichen Teil die Staatsstraße II/568 von Kadaň nach Březno sowie die Eisenbahnlinien Kadaň – Podbořany, Žatec – Podbořany und Žatec – Březno – Chomutov. 
Zu den interessantesten Sehenswürdigkeiten der Region gehören die städtischen Denkmalreservate von Kadaň und Žatec, die Kirche St. Peter und Paul in Březno, der Stausee Nechranice und die Bahnstrecke der ehemalige Duppauer Bahn (tschech. Doupovská dráha) von Kadaň über Radonice nach Kadaňský Rohozec. 